# 오카다 마리코
오카다 마리코(일본어: 岡田 茉莉子, 1933년 1월 11일 ~ )는 일본의 배우이다.

## 출연 작품
- 엘리 엘리 라마 사박다니 (2005)
- 거울의 여자들 (2002)
- 게이샤 하우스 (1998)
- 격동의 1750일 (1990)
- 마루사의 여자 (1987)
- 킨다이치 코스케의 모험 (1979)
- 아코성단절 (1978)
- 인간의 증명 (1977)
- 나는 고양이다 (1975)
- 계엄령 (1973)
- 워터프론트 블루스 (1970)
- 에로스 + 학살 (1970)
- 계산의 시간 (1968)
- 안녕 여름 빛 (1968)
- 두 아내 (1967)
- 정염 (1967)
- 불꽃과 여자 (1967)
- 스트롱거 섹스 (1967)
- 요츠야 괴담 (1965)
- 향료의 향 (1964)
- 무와 당근 (1964)
- 아끼쯔 온천 (1962)
- 꽁치의 맛 (1962)
- 무희 (1961)
- 여자의 고갯길 (1960)
- 춘몽 (1960)
- 가을 햇살 (1960)
- 시즌 오브 더 위치 (1958)
- 웬 잇 레인스, 잇 푸어스 (1957)
- 흐르다 (1956)
- 사무라이 3 : 간류도의 결투 (1956)
- 부운 (1955)
- 사무라이 2 : 이치조지사의 결투 (1955)
- 미야모토 무사시 (1954)
- 부부 (1953)
- 애인 (1953)
- 다리가 불편한 여자 (1952)